# Bruce Alberts
Bruce Michael Alberts (Chicago, 14 aprile 1938) è un genetista statunitense, ex presidente della National Academy of Science.
Genetista molecolare, ottenne fama planetaria con la caratterizzazione delle proteine DNA-denaturanti del batteriofago T4, che permettono la replicazione dei cromosomi durante la divisione cellulare.
È noto soprattutto per essere autore, il primo in ordine alfabetico, del libro di testo Biologia molecolare della cellula, pubblicato originariamente da Garland Science e tradotto in italiano dalla casa editrice Zanichelli.